# 코리 펠드먼
코리 펠드먼(Corey Feldman, 1971년 7월 16일 ~ )은 미국의 배우, 음악가이다.

## 출연 작품
- 다크시티: 뱀파이어의 습격 (2018)
- 좀벡스 (2013)
- 6 디그리즈 오브 헬 (2012)
- 언 어페어 오브 더 하트 (2012)
- 슬라이스 앤드 다이스: 더 슬래셔 필름 포에버 (2012)
- 라스트 프라이데이 나이트 (2011)
- 로스트 보이 3 : 더 서스트 (2010)
- 후킹 업 (2009)
- 테러 인사이드 (2008)
- 로스트 보이 2 : 더 트라이브 (2008)
- 더 버스데이 (2004)
- 마이 데이트 위드 드류 (2004)
- 딕키 로버츠 - 왕년의 아역 스타 (2003)
- 톡시 묵시록 (2002)
- 톡식 어벤저 4 (2000)
- 본 배드 (1999)
- 워터프론트 (1998)
- 리전 (1998)
- 미래의 추적자 (1979)
- 토드와 코퍼 (1981) - 목소리
- 13일의 금요일 4 (1984)
  - 13일의 금요일 5: 새로운 시작 (1985)
- 그렘린 (1984)
- 구니스 (1985)
- 스탠 바이 미 (1986)
- 로스트 보이 (1987)
- 운전면허 (1988, License to Drive)
- 드림 걸 (1989, Dream a Little Dream)
- 유령 마을 (1989)
- 닌자 거북이 (1990)
  - 닌자 거북이 3: 어메이징 뮤턴트 (1993)
- 표류기 (1990, Exile)
- 대반격 (1991, Edge of Honor)
- 악동이여 영원하라 (1991, Rock 'n' Roll High School Forever)
- 미트볼 4 (1992, Meatballs 4)
- 천국으로의 왕복 여행 (1992, Round Trip to Heaven)
- 외계인 새 엄마 (1993, Stepmonster)
- 악의 꽃 (1993, Blown Away)
- 원초적 무기 (1993)
- 매버릭 (1994)
- 데드 화이터 (1994, A Dangerous Place)
- 립스틱 카메라 (1994, Lipstick Camera)
- National Lampoon's Last Resort (1994)
- 드림 걸 2 (1995, Dream a Little Dream 2)
- 부두 (1995, Voodoo)
- 레드 타겟 (1996)
- 뱀파이어와의 정사 (1996)
- 비치 아카데미 (1996, South Beach Academy)
- Busted (1997)

### 텔레비전
- 사랑의 유람선 (1979-82)
- 지미 키멀 라이브! (2003) - 본인